# 乃托镇
乃托镇（羅馬化：liet tuo），是中华人民共和国四川省凉山彝族自治州越西县下辖的一个乡镇级行政单位，位于越西县境北部、尼日河下游的猫耳山脚下，距离越西县城22千米。辖区面积80.83平方千米，最高海拔3970米，最低海拔1420米，镇政府驻地海拔1520米。2023年，全镇总人口2977户10598人。是越西县工业走廊，有索马集团、乃托水泥厂、磅礴公司、大川公司、合丰电治公司、医院、学校、车站等20余个企事业单位进驻。

## 行政区划
乃托镇下辖以下地区：
乃托村、白石村、莫洛村、红光村、觉林村和新华村。
- 觉林村
- 铁马大桥
- 白石岩站附近的烈士陵园
- 当地政府在成昆铁路、竹儿沟附近山坡上安置的“乃托展线”标